# Eötvös (månekrater)
Eötvös er resterne af et nedslagskrater på Månen. Det befinder sig på Månens bagside og er opkaldt efter den ungarske fysiker Loránd Eötvös (1849 – 1919).
Navnet blev officielt tildelt af den Internationale Astronomiske Union (IAU) i 1970. 

## Omgivelser
Eötvöskrateret ligger nord-nordvest for Rochebassinet og øst-sydøst for det ligeledes ødelagte Bolyaikrater.

## Karakteristika
Kun den nordvestlige sektion af kraterranden i Eötvös står tilbage, mens resten danner en hårdt ramt, ujævn og cirkulær højderyg. Den er næsten helt væk mod sydøst, hvor den slutter sig til en ujævn slette, der når til randen af Rochekrateret. Små kratere ligger langs randen mod nordøst og et mod sydvest. Kraterbunden er forholdsvis jævn, men mærket af småkratere og spøgelseskratere, hvormed menes cirkulære forhøjninger i overfladen, som nu knapt nok kan genkendes som kratere.

## Satellitkratere
De kratere, som kaldes satellitter, er små kratere beliggende i eller nær hovedkrateret. Deres dannelse er sædvanligvis sket uafhængigt af dette, men de får samme navn som hovedkrateret med tilføjelse af et stort bogstav. På kort over Månen er det en konvention at identificere dem ved at placere dette bogstav på den side af satellitkraterets midte, som ligger nærmest hovedkrateret. Eötvöskrateret har følgende satellitkratere:
| Eötvös | Længde  | Bredde   | Diameter |
| ------ | ------- | -------- | -------- |
| B      | 33,0° S | 134,8° Ø | 22 km    |
| D      | 34,4° S | 136,1° Ø | 16 km    |
| E      | 34,5° S | 138,1° Ø | 23 km    |
| F      | 35,8° S | 136,2° Ø | 21 km    |
| T      | 35,3° S | 130,8° Ø | 15 km    |

## Måneatlas
- Billeder af Eotvoskrateret i LPI-måneatlasset